# Comirnaty

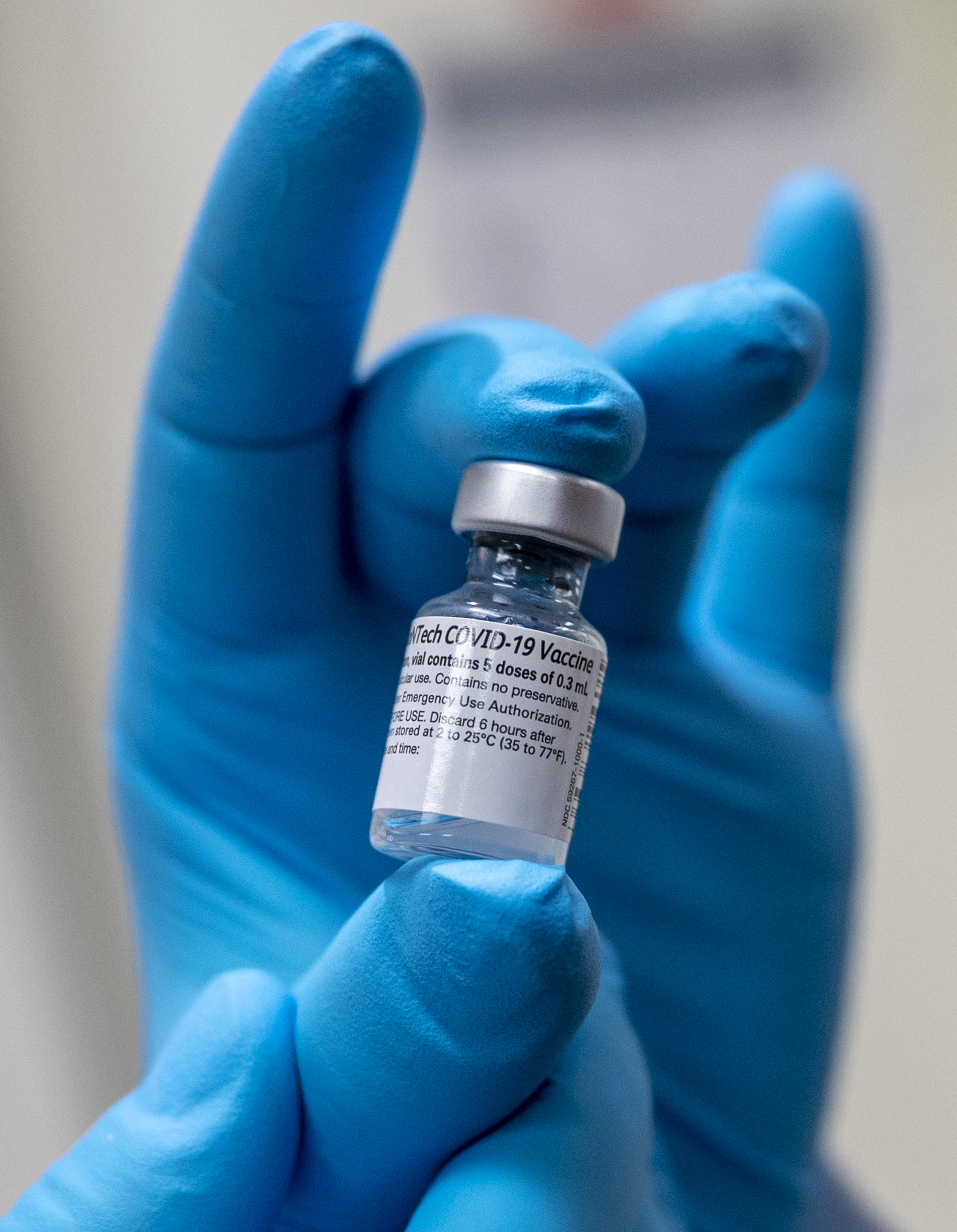
Comirnaty

Comirnaty, egentligen Pfizer BioNTech Covid-19 Vaccine, tidigare BNT162b2, också Tozinameran, efter dess aktiva ingrediens, är ett Covid-19-vaccin som utvecklats av det tyska läkemedelsbolaget Biontech tillsammans med det amerikanska läkemedelsbolaget Pfizer. Vaccinet ges intramuskulärt i två doser.
Vaccinet är ett mRNA-vaccin, som består av mRNA  i vilket en del av dess beståndsdelar, nukleosiderna, är syntetiskt motifierat. Denna nukleinsyra är innesluten i ett lipidhölje. 
I början av december 2020 var vaccinet under utvärdering för akutlicens ("emergency use authorisation") av flera tillståndsgivande läkemedelsmyndigheter. Fas 3-studier pågick då  fortfarande och övervakning av primära effekter anses att fortsätta till augusti 2021, och sekundära effekter till januari 2023. New England Journal of Medicine publicerade den 10 december 2020 resultat från fas 3-studien som visade en skyddseffekt på 95 % jämfört med ingen behandling. Preliminära resultat från en studie av Israels hälsodepartement har bekräftat skyddseffekten och visade även ett 99 % skydd mot sjukhusinläggning, svår sjukdom och dödsfall efter att båda doserna givits.
Tillstånd för användning hade per den 11 december 2020 lämnats av tillståndsmyndigheterna i Storbritannien, Bahrain, Saudiarabien, Mexiko och Kanada.
Biontech har utvecklat vaccinet. Pfizer svarar för logistik och administration av kliniska försök, samt ska svara för världsvid marknadsföring och produktion, med undantag av i Kina, där Fosun har licens.
Den 30 mars 2021 siktade Pfizer och BioNTech på att tillverka cirka 2,5 miljarder doser 2021. Distribution och lagring är en logistisk utmaning eftersom vaccinet måste lagras vid extremt låga temperaturer. BioNTech och Pfizer testar en frystorkad version som inte behöver ultrakall lagring.

## Verkningsmekanism
Pfizer/Biontechs vaccin är liksom Modernas vaccin mRNA-baserat.
Principen är att mRNA för virusets spikeprotein ("taggarna", peplomererna) tillförs, inneslutet i liposomer det vill säga nanopartiklar av fett. Liposomerna tas upp av fagocyterande celler, framför allt i lymfknutorna, varvid mRNA kommer ut i cytoplasman och translateras till protein på membranbundna ribosomer. Det bildade proteinet exporteras från cellerna och framkallar ett immunsvar. Dels bildas antikroppar mot spikeproteinet, dels uppstår T-cellsimmunitet.
Liposomerna skyddar mRNA mot nedbrytning och innehåller bland annat polyetylenglykol (PEG) med beteckningarna ALC-0315 och ALC-0159 (dessa komponenter licensieras från Acuitas Therapeutics. ) samt kolesterol och salter.. 
Det använda mRNA:t innehåller sekvensen för hela spikeproteinet, 3771 baser, och vidare en signalsekvens som dirigerar ribosomen till ER, samt 5´- och 3´-UTR och poly-A-svans. Efter att flera gånger ha translaterats så att protein bildats bryts mRNA-molekylen ned. Det  mRNA som används har tillverkats syntetiskt, i laboratorium, och är något modifierat på så sätt att alla uridin-nukleosider (U) är ersatta med analogen 1-methyl-3'-pseudouridylyl, varför detta RNA ibland betecknas modRNA. För att proteinet ska ha önskvärd form är kodonen för två aminosyror utbytta.
Virusets spikeprotein (även kallat S-protein eller peplomerer) har till uppgift att binda till proteinet ACE2 på ytan av värdcellen. Antikroppar mot spikeproteinet markerar viruspartiklarna för destruktion och blockerar samtidigt bindningen till värdcellen. T-cellsimmuniteten gör samtidigt att virusinfekterade värdceller destrueras.

## Finansiering
Biontech fick i mars 2020 en kapitalinjektion på 135 miljoner dollar från kinesiska Fosun Pharma i utbyte mot aktier i Biontech samt framtida försäljningsrätt för Comirnaty i Kina. I september 2020 gav den tyska federala regeringen Biontech 375 miljoner euro till dess Covid-19-vaccinutvecklingsprogram. Pfizer finansierade sin del i utvecklingen med egna medel. Biontech fick också 100 miljoner euro av Europeiska Kommissionen och Europeiska Investeringsbanken sommaren 2020.
Den amerikanska regeringen erbjöd stöd till Pfizer genom Operation Warp Speed men Pfizer avstod från erbjudandet. Pfizer motiverade avståendet av erbjudet amerikanskt statligt stöd med att företaget önskade undvika de byråkratiska procedurer ett sådant skulle medföra och försvåra för forskarna.

## Godkännande
Pfizer och Biontech sökte akuttillstånd för försäljning i USA den 10 november 2020, efter en första positiv analys av kliniska försök i fas III i USA.
Den 2 december 2020 lämnade Medicines and Healthcare products Regulatory Agency i Storbritannien tillstånd för akut användning. Den 4 december 2020 blev Bahrain det andra landet att lämna akuttillstånd.
Den 9 december 2020 lämnade Kanadas tillståndsmyndighet Health Canada tillstånd för vaccinet.
Den 8 december injicerades de första vaccindoserna i det brittiska vaccinationsprogrammet.
Comirnaty godkändes för av EU-kommissionen för akutanvändning i EU:s medlemsländer, med vissa förbehåll, den 21 december 2020, efter ett positivt beslut av Europeiska läkemedelsmyndigheten kommitté för humanläkemedel samma dag. Godkännandet gäller för personer som är minst 16 år gamla. 
Food and Drug Administration godkände den 11 december Biontechs och Pfizers vaccinkandidat Comirnaty för akutförsäljning.

## Produktion och distribution
De första doserna för vaccinering i Storbritannien i december 2020 tillverkades i Pfizers fabrik i Puurs i Belgien. Pfizer har bland annat avtal om leverans av 300 miljoner doser till länder i Europeiska Unionen, 120 miljoner doser till Japan, 40 miljoner doser till Storbritannien och 20 miljoner doser till Kanada. Vaccin för Nordamerika tillverkas i Pfizers fabrik i Kalamazoo i Michigan.
Vaccinet kräver lagring och distribution i mycket låg temperatur, -75°C, vilket kräver kryofrysar och begränsar användbarhet för fattiga länder.[källa behövs]
I USA och Europa sker leverans av vacciner genom Pfizer direkt från fabrik eller Pfizers centrallager till vaccinationscentraler. Vaccinen är tappad outspädd i 2 milliliters glasbehållare (avsedd för fem doser), som stoppas i kvadratiska hållare, som tar 195 behållare. Upp till fem hållare staplas i en kartong, vilken fylls med 11,3 kg torris. Varje sändning har en internetuppkopplad termometer och en GPS-sändare.
Vaccinmottagaren kan vid mottagande av en vaccinförsändelse förvara vaccinet i kryofrysar i upp till sex månader eller förvara kartongerna som temporärt lager i upp till en månad, med återfyllning av torris var femte dag. Efter temporär lagring med återfyllning av torris, kan vaccinet förvaras i en vanlig kyl i fem dagar vid 2-8 °C. När det en gång tinats i kylskåpstemperatur, kan det inte åter frysas.. Innan användning ska vaccinet spädas med 1,8 ml. steril fysiologisk saltlösning per glasbehållare

## Risker
Det har förekommit allergiska reaktioner mot PEG-komponenten, varför personer som tidigare haft svårare sådana reaktioner ej ges vaccinet.

## Jämförelse med Modernas covid-19-vaccin
Båda vaccinerna baseras sig på mRNA. Själva mRNA-molekylerna är dock lite olika och de har olika sammansättning i det lipidhölje, varmed vaccinet tar sig in i människans celler. Detta gör att de har olika krav på temperatur för lagring och hantering. BioNTech har licensierat lipidsystemet ALC-0315 från Acuitas Therapeutics medan Moderna använder sitt egenutvecklade lipidsystem SM-102.
Modernas vaccin mRNA-1273 ges i två 100 mikrogramdoser med minst 28 dagars mellanrum, medan Comirnaty ges i två 30 mikrogramdoser med minst 21 dagar emellan.